# Убинско језеро
Убинско језеро (рус. Убинское озеро) је језеро у Русији. Налази се на територији Новосибирске области. Површина језера износи 440 km².